# Greenwood (Louisiana)
Greenwood város az Amerikai Egyesült Államok Louisiana államában, Caddo megyében. Lakosainak száma 3166 fő (2020. április 1.).

## Népesség
A település népességének változása:
| Lakosok száma | 3219 | 3128 | 3166 |
|               | 2010 | 2019 | 2020 |